# Сос-дель-Рей-Католіко
Сос-дель-Рей-Католіко (ісп. Sos del Rey Católico) — муніципалітет в Іспанії, у складі автономної спільноти Арагон, у провінції Сарагоса. Населення — 662 особи (2010).
Муніципалітет розташований на відстані близько 310 км на північний схід від Мадрида, 95 км на північ від Сарагоси.
На території муніципалітету розташовані такі населені пункти: (дані про населення за 2010 рік)
- Баруес: 0 осіб
- Кампо-Реаль: 14 осіб
- Мамільяс: 1 особа
- Софуентес: 90 осіб
- Сос-дель-Рей-Католіко: 557 осіб

## Демографія
Динаміка населення (INE ):

## Галерея зображень

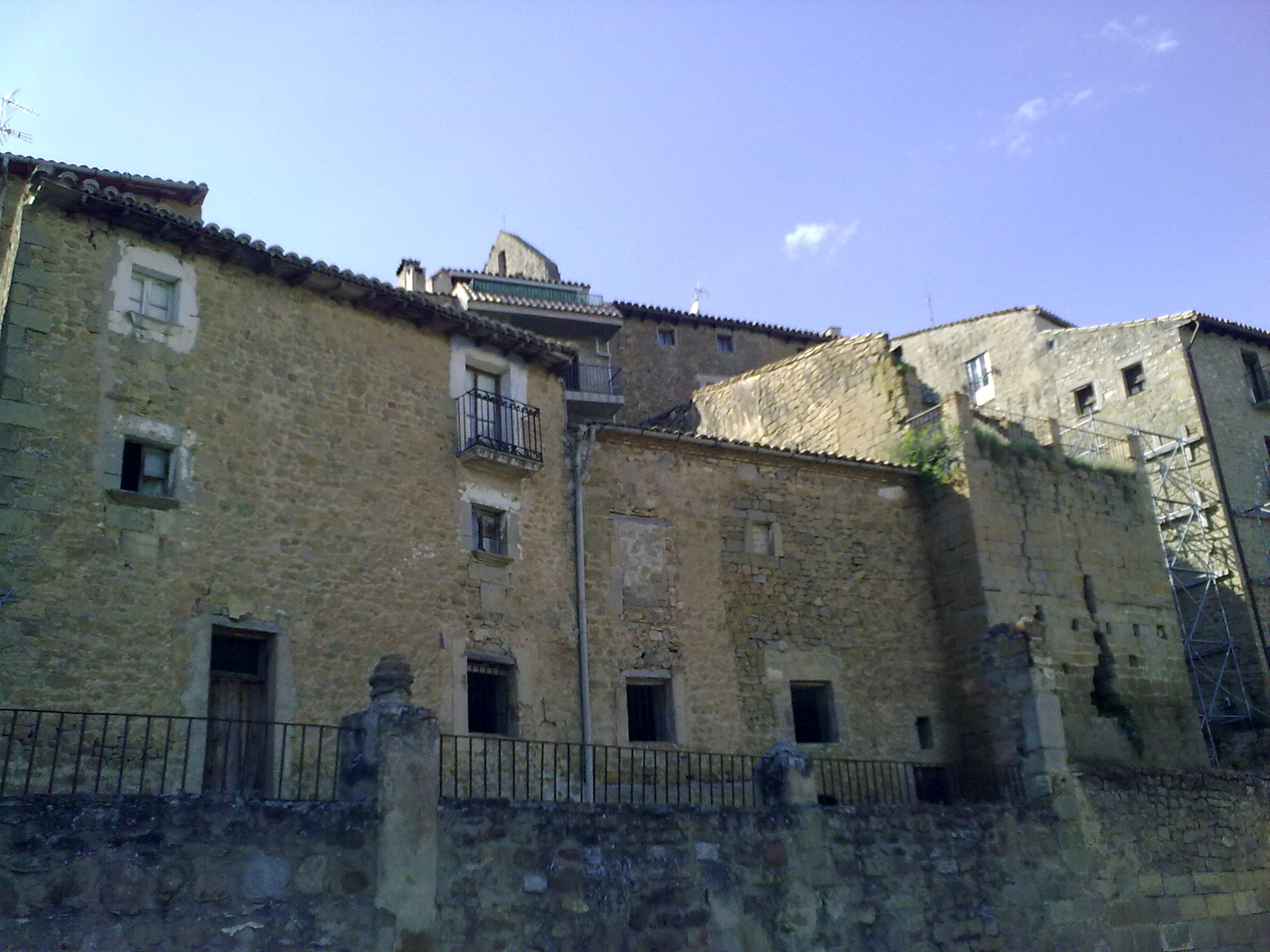
Сос-дель-Рей-Католіко